# Aleksandra Bechtel

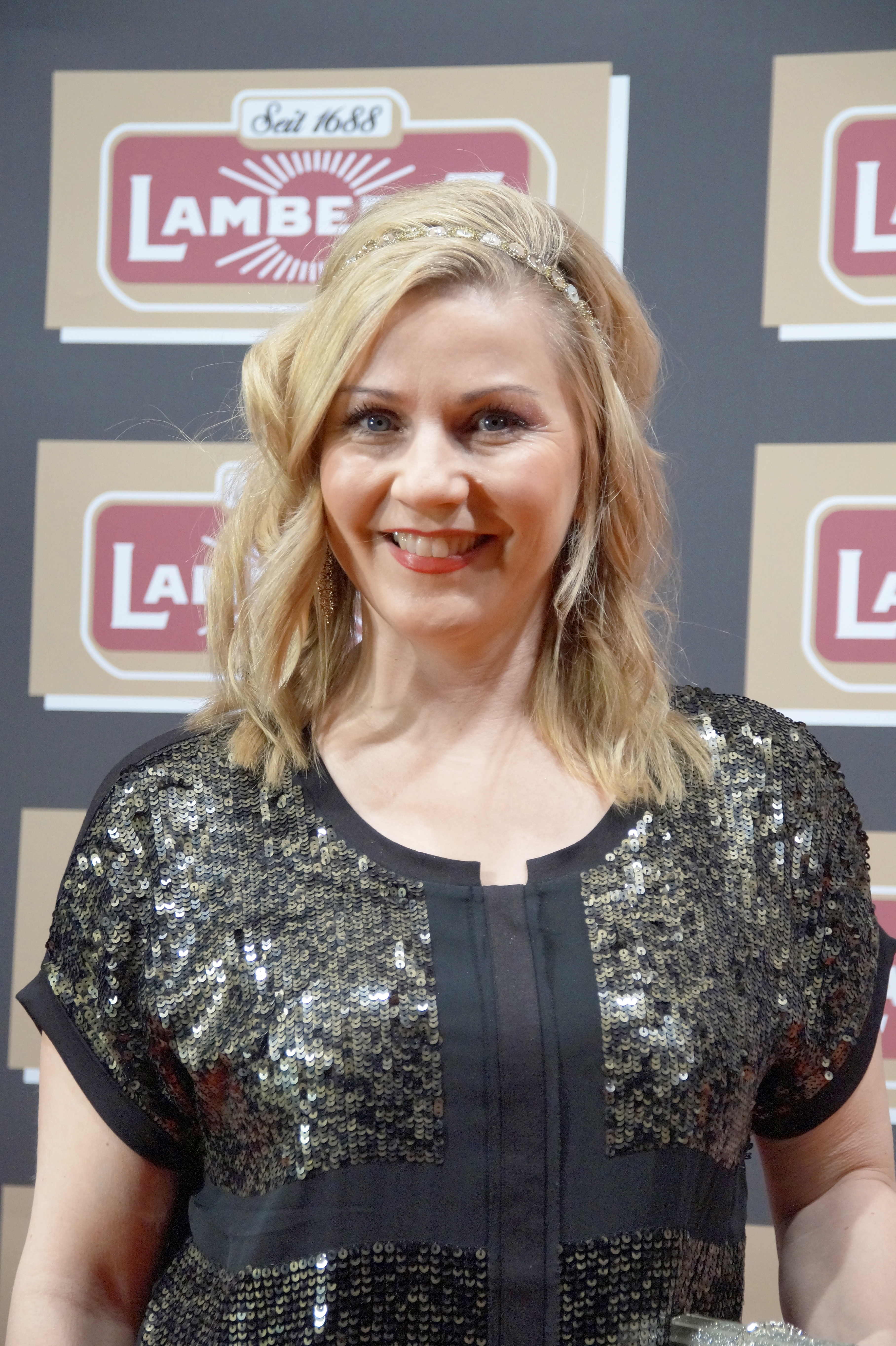
Aleksandra Bechtel, 2016

Aleksandra „Aleks“ Martha Justine Bechtel (* 1. Oktober 1972 in Hilden) ist eine deutsche Fernsehmoderatorin.

## Leben und Wirken
Bechtel ist die Tochter eines deutschen presbyterianischen Juristen und einer finnischen Lehrerin.
Von August bis Dezember 1989 besuchte Aleksandra Bechtel als Austauschschülerin die North Monterey County High School in Kalifornien. In diesem Zeitraum erlebte sie das große Loma-Prieta-Erdbeben 1989. Nach dem Abitur 1992 begleitete Aleksandra Bechtel als Merchandise-Verkäuferin die Punk-Rock-Band Bad Brains, deren Musik sie durch einen amerikanischen Schulfreund kennenlernte, der ihr eine Kassette des Albums Quickness schenkte, auf Tournee durch die USA. Seitdem verbindet sie mit dem Bad-Brains-Schlagzeuger Earl Hudson eine enge Freundschaft. Anschließend absolvierte sie eine Berufsausbildung zur Verlagskauffrau beim Kölner Musikverlag VeraBra. Schon während der Ausbildung begann sie 1993, für den damals neuen Fernsehsender VIVA als Videojockey zu arbeiten. Später moderierte sie dort auch die Sendungen Interaktiv und Amica TV.
Zusammen mit Matthias Opdenhövel führte Bechtel 1996 bis 1998 durch die RTL-2-Sendung Bitte lächeln. Nachdem der niederländische Fernsehproduzent John de Mol auf Bechtel aufmerksam geworden war, engagierte er sie für die Moderation diverser Begleitsendungen der Reality-Show Big Brother (2. Staffel: Big Brother – Family and Friends) auf RTL. 2003 führte sie durch die RTL-2-Sendung Big Brother – The Battle, die Disney Filmparade auf ProSieben sowie die Sendung Sketch Mix auf Sat.1. 2008 moderierte sie Heirate mich! Geheimprojekt Traumhochzeit auf RTL 2. Außerdem moderierte sie mit Oliver Geissen Das große ABC auf RTL.
2010 kehrte Bechtel zu Big Brother zurück und moderierte alleine die zehnte Staffel. Im August 2010 präsentierte sie gemeinsam mit Thomas Anders Die neue Hitparade auf RTL 2. Auch 2011 moderierte sie Big Brother. Nachdem ihre Kollegin Sonja Zietlow die Eröffnungsshow moderiert hatte, übernahm Bechtel nach ihrer Rückkehr aus der Babypause ab 9. Mai 2011 wieder die wöchentlichen Entscheidungssendungen. Im Februar 2015 nahm sie an der VOX-Sendung Promi Shopping Queen teil und wurde Dritte. Von 2001 bis 2008 war sie gemeinsam mit Brainpool Inhaberin einer Produktionsfirma namens Hasen TV mit Sitz in Köln. Seit dem 5. Juli 2021 ist sie Society-Expertin bei Punkt 12. Zudem war sie bis zu dessen Absetzung im Februar 2022 auch in Guten Morgen Deutschland als Society-Expertin zu sehen. Seit März 2022 nimmt sie dieselbe Funktion in den RTL-Morgenmagazin-Neuauflagen Punkt 6, Punkt 7 sowie Punkt 8 ein.
Bechtel ist seit 2006 mit dem Stahlhändler Alexander Lassen verheiratet und hat zwei Söhne (* 2006 und * 2011). Die Familie lebt in Köln.

## Moderationen
| Von       | Bis  | Sendung                                                            | Sender    |
| --------- | ---- | ------------------------------------------------------------------ | --------- |
| 1993      | 1995 | Was geht ab                                                        | VIVA      |
| 1994      | 1995 | Unter Uns                                                          | RTL       |
| 1995      | 1999 | Interaktiv                                                         | VIVA      |
| 1997      | 1997 | Disney Time Special London                                         | RTL       |
| 1997      | 1998 | Bitte lächeln                                                      | RTL II    |
| 1998      | 1998 | Blue Box                                                           | RTL       |
| 1999      | 1999 | Amica TV                                                           | VIVA      |
| 1999      | 1999 | Wenn Teenager träumen                                              | ZDF       |
| 2001      | 2001 | Die neuen Fernsehmacher                                            | RTL II    |
| 2001      | 2001 | House of Love                                                      | RTL       |
| 2001      | 2002 | Big Brother – Family & Friends                                     | RTL       |
| 2001      | 2002 | Big Brother – Die Entscheidung                                     | RTL       |
| 2001      | 2002 | Big Brother – Family and Friends                                   | RTL II    |
| 2002      | 2002 | ZDF-Biene Maja Gala                                                | ZDF       |
| 2002      | 2002 | SWR3 New Pop Festival                                              | SWR       |
| 2002      | 2002 | Walt Disney Themenpark                                             | RTL       |
| 2003      | 2003 | Big Brother – The Battle                                           | RTL II    |
| 2003      | 2003 | blitz-Spezial „Tribute to Bambi“                                   | Sat.1     |
| 2003      | 2003 | Neo, Der Deutsche Internet-Award 2003                              | Sat.1     |
| 2003      | 2003 | Pop 2003, Musikalischer Jahresrückblick                            | Sat.1     |
| 2003      | 2003 | Star Search Spezial                                                | Sat.1     |
| 2003      | 2004 | Disney Filmparade                                                  | ProSieben |
| 2003      | 2005 | Sketch Mix                                                         | Sat.1     |
| 2004      | 2004 | Neo, Der Deutsche Internet-Award 2004                              | Sat.1     |
| 2004      | 2004 | Star Search 2 Spezial                                              | Sat.1     |
| 2005      | 2005 | Big Brother – Die Entscheidung                                     | RTL II    |
| 2005      | 2005 | Das große ABC …                                                    | Super RTL |
| 2007      | 2007 | Silvestergala vom Brandenburger Tor                                | RTL II    |
| 2008      | 2008 | 3. Oktober – Tag der Deutschen Einheit – Live am Brandenburger Tor | RTL II    |
| 2008      | 2008 | Heirate mich! Geheimprojekt Traumhochzeit                          | RTL II    |
| 2009      | 2010 | Die neue Hitparade                                                 | RTL II    |
| 2010      | 2011 | Big Brother – Die Entscheidung                                     | RTL II    |
| 2013      | 2013 | 20 Jahre RTL II                                                    | RTL II    |
| 2023      | 2023 | Die VIVA-Story - zu geil für diese Welt!                           | ARD       |
| seit 2021 |      | VIP-News (Punkt 6, Punkt 7, Punkt 8, Punkt 12)                     | RTL       |

## Filmografie
- Lindenstraße (Fernsehserie) (Folge 740)
- Unter uns    (Fernsehserie) (28 Folgen)
- Quirk of Fate - Eine Laune des Schicksals (Kurzfilm)